# Bernard Piras
Bernard Piras, né le 5 juin 1942 à Grenoble (Isère) et mort le 1er février 2016 à Eymeux (Drôme) des suites d'un cancer, est un homme politique français.

## Biographie
Ingénieur agricole de formation, il commence sa carrière de coopérant en Afrique de l'ouest, au Dahomey. Au Bénin, il dirige pendant sept ans des actions de développement et de formation des cadres et agriculteurs locaux. De 1975 à 1991, il est directeur d'un collège agricole privé à Romans-sur-Isère puis directeur de la société de transport de l'agglomération Romans / Bourg-de-Péage (Cité bus des Deux Rives). 
Il est adjoint au maire de La Baume-d'Hostun de 1977 à 1983 puis adjoint au maire de Romans-sur-Isère (Étienne-Jean Lapassat) de 1983 à 1989, puis 1er adjoint de 1989 à 1995. 
Il devient sénateur socialiste le 4 septembre 1996 en remplacement du sénateur Gérard Gaud décédé la veille; il est élu en 1998 et réélu en 2008. Élu de la Drôme, il est vice-président du groupe socialiste au Sénat et président du groupe France-Arménie où il poussa pour la reconnaissance du génocide arménien. Il fut secrétaire du bureau du sénat de 1998 à 2001 et également vice-président de la commission des affaires économiques et du Plan. 
Il fut maire de Bourg-lès-Valence de 2001 à 2014. Il impulse la restructuration urbaine de la ville en créant la médiathèque La Passerelle, réhabilitant la Cartoucherie et en développant les logements sociaux. 

## Décorations
- Chevalier du Mérite agricole.
- Chevalier de la Légion d'Honneur.